# Pallacanestro Trapani 2020-2021
Questa voce raccoglie le informazioni riguardanti la Pallacanestro Trapani nelle competizioni ufficiali della stagione 2020-2021.

## Verdetti stagionali
Competizioni nazionali
- Serie A2:

stagione regolare: 7° su 14 squadre; 1° nel Girone Azzurro.
Play-off:
Quarti di finale;
Supercoppa LNP: Fase a gironi

## Stagione
La stagione 2020-2021 della Pallacanestro Trapani, sponsorizzata 2B Control, è la 15ª nel secondo campionato italiano di pallacanestro, la Serie A2.
Ad inizio stagione, la formazione siciliana conferma Daniele Parente come capo allenatore, al quale si affianca l'assistente Fabrizio Canella.

## Divise di gioco
Il fornitore ufficiale di materiale tecnico per la stagione 2020-2021 è Erreà/TAG.
| Casa | Trasferta |

## Organigramma societario
Aggiornato al 26 agosto 2020.
Area dirigenziale
- Presidente: Pietro Basciano
- Vicepresidente: Fabrizio Giacalone
- General Manager: Nicolò Basciano
- Team Manager: Luca Lazzarone
- Direttore amministrativo: Stefano Di Bono
- Responsabile comunicazione: Dario Gentile
- Addetto agli arbitri: Maurizio Felice

Area tecnica
- Allenatore: Daniele Parente
- Assistente: Fabrizio Canella
- Addetto statistiche: Alex Latini
- Preparatore atletico: Davide Ferioli
- Responsabile Area Sanitaria: Rino Barbiera
- Medico sociale: Salvo De Caro
- Ortopedia e traumatologia: Marco Russo
- Fisioterapista: Gaspare Schembre
- Responsabile settore giovanile: Fabrizio Canella

## Roster
Aggiornato al 11 dicembre 2020
| Pallacanestro Trapani 2020-21 | Pallacanestro Trapani 2020-21 |
| Giocatori                     | Staff tecnico                 |
| ----------------------------- | ----------------------------- |

| N. | Naz.                   | Ruolo | Nome                             | Anno | Alt.   | Peso   |  |
| -- | ---------------------- | ----- | -------------------------------- | ---- | ------ | ------ |  |
| 3  | Italia (bandiera)      | P     | Salvatore Basciano               | 2004 | 174 cm | 61 kg  |  |
| 5  | Italia (bandiera)      | C     | Andrea Renzi (C)                 | 1989 | 206 cm | 110 kg |  |
| 6  | Bielorussia (bandiera) | C     | Vladislav Piarchak               | 2002 | 206 cm | 100 kg |  |
| 7  | Italia (bandiera)      | PG    | Gabriele Spizzichini             | 1992 | 196 cm | 84 kg  |  |
| 8  | Estonia (bandiera)     | PG    | Hugo Erkmaa                      | 1999 | 193 cm | 89 kg  |  |
| 10 | Italia (bandiera)      | G     | Luciano Tartamella               | 2002 | 182 cm | 80 kg  |  |
| 13 | Stati Uniti (bandiera) | A     | Shonn Miller                     | 1993 | 201 cm | 101 kg |  |
| 15 | Italia (bandiera)      | P     | Giorgio Lamia                    | 2002 | 176 cm | 66 kg  |  |
| 17 | Italia (bandiera)      | G     | Giorgio Guadalupi                | 2003 | 182 cm | 82 kg  |  |
| 18 | Italia (bandiera)      | AP    | Marco Mollura                    | 1993 | 196 cm | 90 kg  |  |
| 21 | Stati Uniti (bandiera) | PG    | La'Marshall Corbett              | 1988 | 190 cm | 80 kg  |  |
| 22 | Italia (bandiera)      | P     | Tommy Pianegonda                 | 2002 | 190 cm | 70 kg  |  |
| 24 | Italia (bandiera)      | A     | Matteo Palermo                   | 1991 | 190 cm | 84 kg  |  |
| 25 | Italia (bandiera)      | C     | Curtis Nwohuocha                 | 1997 | 202 cm | 112 kg |  |
| 33 | Serbia (bandiera)      | C     | Bogdan Milojevic (dal 14/1/2021) | 1998 | 201 cm | 91 kg  |  |

| Allenatore                                                                   |
| Daniele Parente                                                              |
| Assistente/i                                                                 |
| Fabrizio Canella Legenda - (C) Capitano - (IN) Inattivo - Infortunato Roster |

## Mercato

### Sessione estiva
| Arrivi | Arrivi           | Arrivi            | Arrivi        |
| R      | Nome             | da                | Modalità      |
| ------ | ---------------- | ----------------- | ------------- |
| P/G    | Hugo Erkmaa      | Napoli Basket     | Definitivo    |
| G      | Emmanuel Adeola  | Stella Azzurra    | Definitivo    |
| AP     | Vincenzo Guaiana | Basket Cecina     | Fine prestito |
| AC     | Marshawn Powell  | Breogán           | Definitivo    |
| A      | Shonn Miller     | Soles de Mexicali | Definitivo    |

| Partenze | Partenze            | Partenze          | Partenze      |
| R        | Nome                | a                 | Modalità      |
| -------- | ------------------- | ----------------- | ------------- |
| AP       | Alessandro Ceparano | Don Bosco Livorno | Fine prestito |
| AC       | Kenny Goins         | Kolossos Rodi     | Definitivo    |
| P        | Federico Bonacini   | Pall. Reggiana    | Fine prestito |
| AP       | Vincenzo Guaiana    | Golfo Piombino    | Prestito      |
| AC       | Marshawn Powell     | Svincolato        | Risoluzione   |
| AP       | Marko Dosen         | Pall. Crema       | Prestito      |

### Dopo l'inizio della stagione
| Arrivi | Arrivi           | Arrivi    | Arrivi     |
| R      | Nome             | da        | Modalità   |
| ------ | ---------------- | --------- | ---------- |
| AC     | Bogdan Milojevic | Partenope | Definitivo |

| Partenze | Partenze        | Partenze      | Partenze   |
| R        | Nome            | a             | Modalità   |
| -------- | --------------- | ------------- | ---------- |
| G        | Emmanuel Adeola | Virtus Ragusa | Definitivo |

## Risultati

### Campionato

#### Girone di andata
| Arbitri: | Wassermann (Trieste) Gagno (Spresiano) Pellicani (Ronchi dei Legionari) |

|                |            |                 |
| Frazier 28     | Punti      | 19 Corbett      |
| Nikolić 6      | Assist     | 5 Palermo       |
| Frazier 8      | Rimbalzi   | 8 Mollura       |
| Devis Cagnardi | Allenatori | Daniele Parente |

| Arbitri: | Moretti (Marsciano) Valleriani (Ferentino) Marota (San Benedetto del Tronto) |

|                 |            |                          |
| Corbett 19      | Punti      | 18 F. Valentini          |
| Corbett 6       | Assist     | 4 F. Valentini           |
| Renzi 7         | Rimbalzi   | 7 L. Valentini, Donzelli |
| Daniele Parente | Allenatori | Andrea Valentini         |

| Arbitri: | Valleriani (Ferentino) Salustri (Roma) Longobucco (Ciampino) |

|                  |            |                 |
| Corbett 14       | Punti      | 18 Fabi         |
| Palermo 3        | Assist     | 8 Mascolo       |
| Mollura, Renzi 8 | Rimbalzi   | 11 Severini     |
| Daniele Parente  | Allenatori | Marco Ramondino |

| Arbitri: | Rudellat (Nuoro) Puccini (Genova) Pazzaglia (Pesaro) |

|                 |            |                    |
| McDuffie 29     | Punti      | 18 Renzi, Palermo  |
| Carberry 5      | Assist     | 4 Renzi            |
| Guariglia 9     | Rimbalzi   | 7 Renzi, Nwohuocha |
| Stefano Salieri | Allenatori | Daniele Parente    |

| Arbitri: | Radaelli (Rho) Capurro (Reggio Calabria) Lupelli (Aprilia) |

|                  |            |                   |
| Renzi 20         | Punti      | 19 Johnson        |
| Mollura 5        | Assist     | 4 Johnson, Nobile |
| Renzi, Mollura 7 | Rimbalzi   | 9 Foulland        |
| Daniele Parente  | Allenatori | Matteo Boniciolli |

| Arbitri: | Caforio (Brindisi) Bartolomeo (Cellino San Marco) Del Greco (Verona) |

|                     |            |                 |
| Montano 16          | Punti      | 23 Renzi        |
| Montano 6           | Assist     | 4 Mollura       |
| Langston, Raivio 10 | Rimbalzi   | 11 Nwohuocha    |
| Davide Villa        | Allenatori | Daniele Parente |

| Arbitri: | Tirozzi (Bologna) Maffei (Preganziol) Morassutti (Gradisca d'Isonzo) |

|                 |            |                                               |
| Renzi 23        | Punti      | 23 Alibegović                                 |
| Mollura 5       | Assist     | 7 Penna                                       |
| Renzi 9         | Rimbalzi   | 4 Pinkins, Cappelletti, Clark, Toscano, Penna |
| Daniele Parente | Allenatori | Demis Cavina                                  |

| Arbitri: | Nuara (Selvazzano Dentro) Puccini (Genova) Bramante (San Martino Buon Albergo) |

|                  |            |                 |
| Laganà 21        | Punti      | 19 Corbett      |
| Wojciechowski 4  | Assist     | 4 Spizzichini   |
| Pollone 7        | Rimbalzi   | 12 Nwohuocha    |
| Iacopo Squarcina | Allenatori | Daniele Parente |

| Arbitri: | Cappello (Porto Empedocle) Raimondo (Scicli) Tarascio (Priolo Gargallo) |

|                   |            |                 |
| Corbett 17        | Punti      | 24 Johnson      |
| Corbett, Erkmaa 5 | Assist     | 4 Floyd         |
| Miller 13         | Rimbalzi   | 9 Johnson, Fall |
| Daniele Parente   | Allenatori | Marco Sodini    |

| Arbitri: | Ferretti (Nereto) Rudellat (Nuoro) Mottola (Taranto) |

|               |            |                             |
| Hollis 19     | Punti      | 17 Corbett, Miller, Mollura |
| Miles 6       | Assist     | 3 Spizzichini               |
| Zilli 9       | Rimbalzi   | 8 Corbett, Miller           |
| Fabio Corbani | Allenatori | Daniele Parente             |

| Arbitri: | Ursi (Livorno) Raimondo (Scicli) Bartolini (Fano) |

|                 |            |                  |
| Corbett 20      | Punti      | 16 Veideman      |
| Palermo 8       | Assist     | 4 Veideman       |
| Mollura 10      | Rimbalzi   | 7 Veideman       |
| Daniele Parente | Allenatori | Gennaro Di Carlo |

| Arbitri: | Caforio (Brindisi) Gagno (Spresiano) Patti (Montesilvano) |

|              |            |                 |
| Severini 19  | Punti      | 18 Mollura      |
| Tomassini 11 | Assist     | 3 Spizzichini   |
| Jones 6      | Rimbalzi   | 9 Mollura       |
| Andrea Diana | Allenatori | Daniele Parente |

| Arbitri: | Bartoli (Trieste) Wassermann (Trieste) Almerigogna (Trieste) |

|                 |            |               |
| Miller 27       | Punti      | 25 Purvis     |
| Mollura 7       | Assist     | 6 Zugno       |
| Miller 9        | Rimbalzi   | 9 Easley      |
| Daniele Parente | Allenatori | Marco Calvani |

#### Girone di ritorno
| Arbitri: | Maschio (Firenze) Di Toro (Perugia) Praticò (Reggio Calabria) |

|                |            |                 |
| Corbett 23     | Punti      | 36 Frazier      |
| Palermo 6      | Assist     | 6 Frazier       |
| Miller 6       | Rimbalzi   | 9 Nikolić       |
| Devis Cagnardi | Allenatori | Daniele Parente |

| Arbitri: | Tirozzi (Bologna) Chersicla (Oggiono) Grazia (Bologna) |

|                |            |                    |
| Redivo 22      | Punti      | 25 Renzi           |
| Valentini 7    | Assist     | 4 Corbett, Palermo |
| Thompson 10    | Rimbalzi   | 13 Renzi           |
| Mattia Ferrari | Allenatori | Daniele Parente    |

| Arbitri: | Terronova (Ferrara) Del Greco (Verona) Morassutti (Gradisca d'Isonzo) |

|                    |            |                 |
| Mascolo, Cannon 11 | Punti      | 19 Renzi        |
| Sanders 4          | Assist     | 3 Palermo       |
| Severini 7         | Rimbalzi   | 10 Miller       |
| Marco Ramondino    | Allenatori | Daniele Parente |

| Arbitri: | Masi (Firenze) Costa (Livorno) Salustri (Roma) |

|                 |            |                 |
| Renzi 29        | Punti      | 21 McDuffie     |
| Palermo 9       | Assist     | 6 Carberry      |
| Miller 9        | Rimbalzi   | 15 Guariglia    |
| Daniele Parente | Allenatori | Stefano Salieri |

| Arbitri: | Pazzaglia (Pesaro) Patti (Montesilvano) Tallon (Bologna) |

|                        |            |                 |
| Johnson 22             | Punti      | 14 Mollura      |
| Giuri 4                | Assist     | 3 Corbett       |
| Foulland, Pellegrino 7 | Rimbalzi   | 14 Miller       |
| Matteo Boniciolli      | Allenatori | Daniele Parente |

| Arbitri: | Terranova (Ferrara) Valleriani (Ferentino) Costa (Livorno) |

|                                 |            |              |
| Corbett 26                      | Punti      | 19 Raivio    |
| Corbett, Palermo, Spizzichini 4 | Assist     | 3 Piunti     |
| Miller 13                       | Rimbalzi   | 10 Raivio    |
| Daniele Parente                 | Allenatori | Davide Villa |

| Arbitri: | Ferretti (Nereto) Centonza (Grottammare) Tallon (Bologna) |

|               |            |                   |
| Clark 17      | Punti      | 17 Renzi, Corbett |
| Cappelletti 9 | Assist     | 6 Palermo         |
| Diop 10       | Rimbalzi   | 8 Nwohuocha       |
| Demis Cavina  | Allenatori | Daniele Parente   |

| Arbitri: | Gonella (Genova) Gagno (Spresiano) Bramante (San Martino Buon Albergo) |

|                    |            |                                                        |
| Miller 24          | Punti      | 36 Carroll                                             |
| Corbett, Palermo 7 | Assist     | 2 Bertetti, Miaschi, Laganà, Pollone, Hawkins, Berdini |
| Miller 12          | Rimbalzi   | 3 Miaschi, D'Almeida, Hawkins                          |
| Daniele Parente    | Allenatori | Iacopo Squarcina                                       |

| Arbitri: | Tirozzi (Bologna) Foti (Vittuone) Caruso (Pavia) |

|                   |            |                 |
| Johnson 26        | Punti      | 15 Corbett      |
| Johnson, Laganà 3 | Assist     | 5 Spizzichini   |
| Johnson 20        | Rimbalzi   | 8 Miller        |
| Marco Sodini      | Allenatori | Daniele Parente |

| Arbitri: | Gagliardi (Anagni) Maschietto (Treviso) Pecorella (Trani) |

|                 |            |               |
| Corbett 21      | Punti      | 22 Hollis     |
| Palermo 10      | Assist     | 6 Spanghero   |
| Miller 10       | Rimbalzi   | 6 Miles       |
| Daniele Parente | Allenatori | Fabio Corbani |

| Arbitri: | Masi (Firenze) Bartolomeo (Cellino San Marco) Saraceni (Zola Predosa) |

|                        |            |                 |
| Veideman, Ghersetti 16 | Punti      | 19 Corbett      |
| Veideman 5             | Assist     | 5 Corbett       |
| Ghersetti 9            | Rimbalzi   | 9 Miller        |
| Gennaro Di Carlo       | Allenatori | Daniele Parente |

| Arbitri: | Radaelli (Rho) Scrima (Catanzaro) Praticò (Reggio Calabria) |

|                 |            |                    |
| Corbett 23      | Punti      | 20 Candussi        |
| Corbett 6       | Assist     | 5 Severini         |
| Miller 7        | Rimbalzi   | 7 Jones            |
| Daniele Parente | Allenatori | Alessandro Ramagli |

| Arbitri: | Caforio (Brindisi) Gagno (Spresiano) Perocco (Ponzano Veneto) |

|               |            |                 |
| Pullazi 19    | Punti      | 28 Corbett      |
| Zugno 5       | Assist     | 7 Corbett       |
| Easley 7      | Rimbalzi   | 6 Palermo       |
| Marco Calvani | Allenatori | Daniele Parente |

#### Fase ad orologio - Girone Azzurro
| Arbitri: | Cappello (Porto Empedocle) Raimondo (Scicli) Tarascio (Priolo Gargallo) |

|                    |            |                |
| Mollura 15         | Punti      | 21 Perić       |
| Corbett, Palermo 5 | Assist     | 5 Moreno       |
| Mollura 13         | Rimbalzi   | 6 Petrovic     |
| Daniele Parente    | Allenatori | Matteo Mecacci |

| Arbitri: | Maschio (Firenze) Calella (Bologna) Marzulli (Pisa) |

|                      |            |                 |
| Saccaggi, Poletti 14 | Punti      | 21 Miller       |
| Saccaggi 3           | Assist     | 12 Corbett      |
| Wheatle 11           | Rimbalzi   | 21 Miller       |
| Michele Carrea       | Allenatori | Daniele Parente |

| Arbitri: | Marziali (Frosinone) Salustri (Roma) Lupelli (Aprilia) |

|                    |            |                     |
| Renzi 27           | Punti      | 16 Simioni          |
| Corbett, Palermo 5 | Assist     | 6 Rebec             |
| Renzi 11           | Rimbalzi   | 8 Simioni           |
| Daniele Parente    | Allenatori | Massimo Cancellieri |

| Arbitri: | Wassermann (Trieste) Longobucco (Ciampino) Spessot (Romans d'Isonzo) |

|                |            |                        |
| Perić 16       | Punti      | 32 Corbett             |
| Moreno 8       | Assist     | 4 Spizzichini, Palermo |
| Perić 8        | Rimbalzi   | 12 Miller              |
| Matteo Mecacci | Allenatori | Daniele Parente        |

| Arbitri: | Moretti (Marsciano) Capurro (Reggio Calabria) Bartolini (Fano) |

|                    |            |                                 |
| Corbett 27         | Punti      | 25 Riismaa                      |
| Corbett 11         | Assist     | 5 Saccaggi, Poletti, Della Rosa |
| Renzi, Milojevic 9 | Rimbalzi   | 10 Wheatle                      |
| Daniele Parente    | Allenatori | Michele Carrea                  |

| Arbitri: | Masi (Firenze) Martellosio (Buccinasco) Miniati (San Giovanni Valdarno) |

|                     |            |                                          |
| Givens 21           | Punti      | 15 Palermo                               |
| Rebec, Oxilia 6     | Assist     | 2 Palermo, Corbett, Basciano, Tartamella |
| Oxilia 12           | Rimbalzi   | 8 Renzi                                  |
| Massimo Cancellieri | Allenatori | Daniele Parente                          |

#### Play-off
Gli Ottavi di finale si giocano al meglio delle cinque partite. La squadra con il miglior piazzamento in classifica al termine della stagione regolare gioca in casa gara-1, gara-2 e la eventuale gara-5.

##### Quarti di finale - Tabellone Oro
| Arbitri: | Catani (Pescara) D'Amato (Roma) Centonza (Grottammare) |

|                   |            |                 |
| Giuri 13          | Punti      | 11 Miller       |
| Giuri 4           | Assist     | 3 Corbett       |
| Pellegrino 9      | Rimbalzi   | 9 Miller        |
| Matteo Boniciolli | Allenatori | Daniele Parente |

| Arbitri: | Maschio (Firenze) Dionisi (Fabriano) Yang Yao (Vigasio) |

|                   |            |                    |
| Antonutti 12      | Punti      | 12 Corbett, Miller |
| Johnson 3         | Assist     | 4 Palermo          |
| Foulland 10       | Rimbalzi   | 8 Miller           |
| Matteo Boniciolli | Allenatori | Daniele Parente    |

| Arbitri: | Gonella (Genova) Puccini (Genova) Saraceni (Zola Predosa) |

|                 |            |                   |
| Corbett 18      | Punti      | 21 Johnson        |
| Miller 4        | Assist     | 3 Foulland        |
| Miller 12       | Rimbalzi   | 7 Foulland        |
| Daniele Parente | Allenatori | Matteo Boniciolli |

| Arbitri: | Gagliardi (Anagni) Barbiero (Milano) Pecorella (Trani) |

|                 |            |                   |
| Corbett 21      | Punti      | 20 Johnson        |
| Corbett 6       | Assist     | 5 Johnson         |
| Miller, Renzi 6 | Rimbalzi   | 9 Foulland        |
| Daniele Parente | Allenatori | Matteo Boniciolli |

- Esito:

La Apu Old Wild West Udine vince la serie per 3 a 1

### Supercoppa LNP

#### Girone Azzurro
| Arbitri: | Cappello (Porto Empedocle) Tarascio (Priolo Gargallo) Raimondo (Scicli) |

|                    |            |                              |
| Mollura, Adeola 17 | Punti      | 33 Floyd                     |
| Erkmaa 5           | Assist     | 2 Floyd, Laganà, Gay, Bellan |
| Mollura 11         | Rimbalzi   | 14 Fall                      |
| Daniele Parente    | Allenatori | Marco Sodini                 |

| Arbitri: | Masi (Firenze) Ferretti (Nereto) Maschietto (Treviso) |

|                   |            |                 |
| Ebeling 14        | Punti      | 17 Mollura      |
| Panni 6           | Assist     | 4 Corbett       |
| Pacher, Fantoni 9 | Rimbalzi   | 9 Mollura       |
| Spiro Leka        | Allenatori | Daniele Parente |

| Arbitri: | Cappello (Porto Empedocle) Raimondo (Scicli) Tarascio (Priolo Gargallo) |

|                 |            |                |
| Corbett 17      | Punti      | 14 Petrović    |
| Corbett 4       | Assist     | 3 Moreno       |
| Powell 6        | Rimbalzi   | 14 Sherrod     |
| Daniele Parente | Allenatori | Matteo Mecacci |

#### Classifica
|    | Classifica Girone Azzurro | G | V | P | Pf  | Ps  |
| -- | ------------------------- | - | - | - | --- | --- |
| 1. | Kleb Ferrara              | 3 | 3 | 0 | 252 | 226 |
| 2. | Pall. Trapani             | 3 | 2 | 1 | 235 | 230 |
| 3. | Benedetto XIV Cento       | 3 | 1 | 2 | 227 | 247 |
| 4. | Orlandina                 | 3 | 0 | 3 | 267 | 278 |